# Leucopsar
Leucopsar is een geslacht van zangvogels uit de familie  spreeuwen (Sturnidae). Er is één  soort:
- Leucopsar rothschildi  –  Balispreeuw